# Medalla Urey
La medalla Urey (en inglés: Urey Medal) se otorga anualmente por la Asociación Europea de Geoquímica a una o varias personas que hayan contribuido de manera decisiva al avance de la Geoquímica. El premio lleva el nombre del físico y químico Harold Clayton Urey, FRS.

## Premiados
| Año  | Nombre                                                   | Institución                                                                                                 |
| ---- | -------------------------------------------------------- | --- |
| 1990 | Wallace Smith Broecker y Hans Oeschger                   | Universidad de Columbia, Estados Unidos, y Universidad de Berna, Suiza                                      |
| 1995 | Samuel Epstein, Robert N. Clayton, y Hugh P. Taylor, Jr. | Instituto de Tecnología de California (Epstein y Taylor) y Universidad de Chicago (Clayton), Estados Unidos |
| 1997 | Geoffrey Eglinton y John Hayes                           | Universidad de Brístol, Reino Unido, e Institución Oceanográfica de Woods Hole, Estados Unidos              |
| 1998 | Jean-Guy Schilling                                       | Universidad de Rhode Island, Estados Unidos                                                                 |
| 1999 | Juan M. Edmond                                           | Instituto de Tecnología de Massachusetts, Estados Unidos                                                    |
| 2000 | Donald J. DePaolo                                        | Universidad de California en Berkeley, Estados Unidos                                                       |
| 2001 | Keith O'Nions                                            | Universidad de Oxford, Reino Unido                                                                          |
| 2002 | Grenville Turner                                         | Universidad de Mánchester, Reino Unido                                                                      |
| 2003 | Nicolás Shackleton                                       | Universidad de Cambridge, Reino Unido                                                                       |
| 2004 | Harold C. Helgeson                                       | Universidad de California en Berkeley, Estados Unidos                                                       |
| 2005 | Alexandra Navrotsky                                      | Universidad de California, Estados Unidos                                                                   |
| 2006 | Herbert Palme                                            | Universidad de Colonia, Alemania                                                                            |
| 2007 | Harry Elderfield                                         | Universidad de Cambridge, Reino Unido                                                                       |
| 2008 | Pascal Richet                                            | Instituto de Física del Globo de París (IPGP), Francia                                                      |
| 2009 | François Morel                                           | Universidad de Princeton, Estados Unidos                                                                    |
| 2010 | Charles De Langmuir                                      | Universidad de Harvard, Estados Unidos                                                                      |
| 2011 | Donald E. Canfield                                       | Universidad del Sur de Dinamarca, Dinamarca                                                                 |
| 2012 | Alexander Halliday                                       | Universidad de Oxford, Reino Unido                                                                          |
| 2013 | Igor Tolstikhin                                          | Academia de Ciencias de Rusia                                                                               |
| 2014 | Edward Boyle                                             | Instituto de Tecnología de Massachusetts, Estados Unidos                                                    |
| 2015 | Albrecht W. Hofmann                                      | Instituto Max Planck de Química, Alemania                                                                   |
| 2016 | Klaus Mezger                                             | Universidad de Berna, Suiza                                                                                 |
| 2017 | Eiji Ohtani                                              | Universidad de Tohoku, Japón                                                                                |
| 2018 | Susan L. Brantley                                        | Universidad Estatal de Pensilvania, Estados Unidos                                                          |
| 2019 | Eric Oelkers                                             | CNRS, Francia                                                                                               |